# Israel Luna
Israel Luna López (San Luis Potosí, 23 marzo 2002) è un calciatore messicano, centrocampista del Pachuca.

## Carriera

### Club
Cresciuto nel settore giovanile del Pachuca, debutta in prima squadra il 9 luglio 2022, in occasione dell'incontro di Liga MX vinto per 1-2 contro il Cruz Azul. Il 21 agosto successivo ha realizzato la sua prima rete con la squadra e contestualmente in campionato, nell'incontro vinto per 1-0 contro il León.

### Nazionale
Nel 2019 con la nazionale messicana Under-17 ha preso parte al campionato nordamericano di categoria e al Mondiale di categoria.

## Statistiche

### Presenze e reti nei club
Statistiche aggiornate al 13 marzo 2023.
| Stagione        | Squadra         | Campionato      | Campionato | Campionato | Coppe nazionali | Coppe nazionali | Coppe nazionali | Coppe continentali | Coppe continentali | Coppe continentali | Altre coppe | Altre coppe | Altre coppe | Totale | Totale |
| Stagione        | Squadra         | Comp            | Pres       | Reti       | Comp            | Pres            | Reti            | Comp               | Pres               | Reti               | Comp        | Pres        | Reti        | Pres   | Reti   |
| --------------- | --------------- | --------------- | ---------- | ---------- | --------------- | --------------- | --------------- | ------------------ | ------------------ | ------------------ | ----------- | ----------- | ----------- | ------ | ------ |
| 2022-2023       | Pachuca         | LM              | 25         | 2          |                 | -               | -               | CCL                | 1                  | 0                  |             | -           | -           | 26     | 2      |
| Totale carriera | Totale carriera | Totale carriera | 25         | 2          |                 | -               | -               |                    | 1                  | 0                  |             | -           | -           | 26     | 2      |

## Palmarès

### Club

#### Competizioni nazionali
- Campionato messicano: 1

Pachuca: Apertura 2022

#### Competizioni internazionali
- CONCACAF Champions' Cup: 1

Pachuca: 2024
- Coppa Intercontinentale FIFA - Derby delle Americhe: 1

Pachuca: 2024
- Coppa Intercontinentale FIFA - Challenger Cup: 1

Pachuca: 2024